# 내 맘도 몰라주고
"내 맘도 몰라주고"(Helping Hand)는 한국에서 제작된 장은연 감독의 2010년 영화이다. 김준홍 등이 주연으로 출연하였다.

## 출연

### 주연
- 김준홍
- 정인기
- 류현빈
- 양은용
- 김주엽

## 기타
- 프로듀서: 김인섭
- 제작부: 엄석영
- 촬영부: 김수호
- 촬영부: 김수민
- 조명: 장태현
- 조명부: 오석필
- 조명부: 김경
- 조명부: 김효성
- 연출부: 김양중
- 녹음: 우성찬
- 붐오퍼레이터: 송홍석
- 믹싱: 김수현
- 분장: 김현숙
- 배역: 노치형
- 번역: 권오윤